# L'home perfecte
L'home perfecte (originalment en alemany, Ich bin dein Mensch) és una pel·lícula de ciència-ficció romàntica del 2021 escrita i dirigida per Maria Schrader i protagonitzada per Maren Eggert, Dan Stevens i Sandra Hüller. Es va estrenar al 71è Festival Internacional de Cinema de Berlín el març de 2021. Va ser seleccionada com a entrada alemanya a l'Oscar a la millor pel·lícula de parla no anglesa als Premis Oscar de 2021. S'ha doblat i subtitulat al català.

## Argument
L'arqueòloga Alma Felser arriba a un club de ball on un empleat la presenta a Tom. L'Alma qüestiona a Tom amb un problema de matemàtiques complex i detalls trivials sobre el seu poema preferit, i ell respon fàcilment. Aleshores en Tom convida l'Alma a ballar però de sobte comença a repetir-se; ràpidament es deixa portar, revelant que és un robot.
L'empleada es disculpa, assenyalant que l'Alma és un dels 10 experts als quals se'ls va demanar avaluar els seus robots, assegurant-li que solucionaran el problema i que pot continuar amb el projecte de tres setmanes després.
Aleshores, Alma visita en Roger, el seu cap de departament al Museu de Pèrgamon, ridiculitzant les nombroses proves que va passar per ser presentada amb el seu "home ideal", burlant-se de Tom i dient que està preparada per escriure la seva avaluació. En Roger li recorda a l'Alma que va acceptar l'avaluació de 3 setmanes i que necessita la seva aportació d'experts, ja que forma part d'un comitè d'ètica que decidirà si els robots rebran alguns drets humans. En Roger li diu a l'Alma que si ella continua amb l'experiment, destinarà fons perquè ella i el seu equip visitin Chicago per veure certes tauletes cuneiformes en persona.
Després, el seu company de treball del museu Julian convida l'Alma a una jornada de portes obertes, per conèixer la seva nova xicota Steffi.
Alma visita el seu pare, un home gran que mostra signes de pèrdua de memòria. Més tard porta a casa en Tom i, durant els propers dies, resisteix els seus gestos romàntics. En Julian arriba a l'apartament un matí per recollir una foto, que indica que ell i Alma van tenir una relació.
L'Alma porta Tom amb ella al museu. En Tom coneix el treball del seu equip i de sobte alerta a Alma d'un altre investigador que ja ha escrit un article sobre el tema que estan investigant. Alma reacciona enfadada i més tard s'emborratxa. Al seu apartament, Alma s'enfronta a Tom sobre si pot sentir ràbia o no i pregunta com està programat per respondre sexualment. En lloc de tenir relacions sexuals, en Tom posa l'Alma al seu llit i la deixa allà, dient que necessita dormir.
L'endemà, l'empleat arriba per una avaluació. L'Alma diu que la programació d'en Tom és "bona", però s'irrita quan l'empleat la desafia per tractar en Tom com una màquina. L'Alma s'adona que l'empleada també és un robot i li ordena sortir del seu apartament. Ella demana disculpes a Tom pel seu comportament la nit anterior.
L'Alma porta en Tom a visitar el seu pare. Ella i la seva germana, la Cora, repassen fotos antigues i recorden un amic de la infància anomenat Tom, a qui van conèixer a Dinamarca, i de qui ambdues estaven enamorades. Tom i Alma van després a la jornada de portes obertes d'en Julian i Alma parla amb Julian en privat, preguntant-li si Steffi està embarassada, cosa que ell confirma.
De tornada al seu apartament, es revela que Alma havia patit anteriorment un avortament involuntari. Tom s'adona de les pors de l'Alma d'envellir sola com el seu pare i Alma abandona l'apartament, molesta. Espia en Tom sortint de l'edifici, cridant-lo pel seu nom i buscant-lo. L'Alma el segueix fins al museu on tots dos s'introdueixen i tenen sexe en la foscor.
L'endemà al matí, Alma diu que no pot continuar amb la farsa d'interaccionar amb una màquina i que aturarà l'experiment abans d'hora. Quan en Tom li pregunta repetidament què serà d'ell, l'Alma diu que no el pot enviar i que necessita que ho faci per ella. Tom llavors marxa.
L'Alma registra la seva avaluació per en Roger, assenyalant que satisfer totes les vostres necessitats no és saludable per als humans. Llavors és visitada per l'empleat per una altra avaluació i s'adona que Tom no va tornar a la fàbrica com ella suposava, i ara està desaparegut. Aleshores, Alma agafa el ferri cap a Dinamarca i troba en Tom assegut al lloc on havia conegut el seu amic de la infància, després d'haver-la esperat tres dies. L'Alma explica la història de com ella solia seure en aquell mateix lloc amb els ulls tancats, imaginant-se el nen Tom al seu costat, però sempre que obria els ulls ell mai hi era.

## Repartiment
El repartiment inclou:
- Maren Eggert - Alma Felser
- Dan Stevens - Tom
- Sandra Hüller - Empleat
- Hans Löw - Julian
- Wolfgang Hübsch - Pare Felser
- Annika Meier - Cora
- Falilou Seck - Dean Roger
- Jürgen Tarrach - Dr. Stuber
- Henriette Richter-Röhl - Steffi
- Monika Oschek - Dona a la cafeteria

## Estrena
L'11 de febrer de 2021, Berlinale va anunciar que la pel·lícula s'estrenaria al 71è Festival Internacional de Cinema de Berlín, a la secció competitiva el març de 2021. Poc després, Bleecker Street va adquirir els drets de distribució als EUA. Fou estrenada als Estats Units el 17 de setembre de 2021.

## Crítica
L'agregador de ressenyes Rotten Tomatoes dona a la pel·lícula una puntuació d'aprovació del 96% basada en 122 crítiques, amb una puntuació mitjana de 7,60/10. El consens crític del lloc diu: «Amb un concepte que estimula la reflexió donat a la vida humorística per un parell de protagonistes ben combinats, L'home perfecte és una comèdia romàntica d'IA la intel·ligència de la qual no és artificial». A Metacritic, la pel·lícula té una puntuació de 78 sobre 100, basada en 26 crítics, que indica «crítiques generalment favorables».

## Premis
| Any  | Premi                                              | Categoria                                      | Nominat(s)                                     | Resultat  |
| ---- | -------------------------------------------------- | ---------------------------------------------- | ---------------------------------------------- | --------- |
| 2022 | Alliance of Women Film Journalists                 | Millor pel·lícula de parla no anglesa          | Millor pel·lícula de parla no anglesa          | Nominat   |
| 2022 | Alliance of Women Film Journalists                 | Best Woman Screenwriter                        | Maria Schrader                                 | Nominat   |
| 2021 | Festival Internacional de Cinema de Berlín         | Millor actuació principal                      | Maren Eggert                                   | Guanyador |
| 2021 | Festival Internacional de Cinema de Berlín         | Premi de l’audiència                           | Maria Schrader                                 | Nominat   |
| 2021 | Festival Internacional de Cinema de Berlín         | Ós d'Or                                        | Maria Schrader                                 | Nominat   |
| 2021 | Festival de Cinema Alemany                         | Millor guió                                    | Jan Schomburg i Maria Schrader                 | Guanyador |
| 2021 | Festival de Cinema Alemany                         | Millor interpretació                           | Dan Stevens                                    | Guanyador |
| 2021 | Deutscher Filmpreis                                | Millor actriu                                  | Maren Eggert                                   | Guanyador |
| 2021 | Deutscher Filmpreis                                | Millor director                                | Maria Schrader                                 | Guanyador |
| 2021 | Deutscher Filmpreis                                | Millor pel·lícula de ficció                    | Lisa Blumenberg                                | Guanyador |
| 2021 | Deutscher Filmpreis                                | Millor guió                                    | Jan Schomburg i Maria Schrader                 | Guanyador |
| 2021 | Deutscher Filmpreis                                | Millor Actor                                   | Dan Stevens                                    | Nominat   |
| 2022 | Premis Goya                                        | Millor pel·lícula europea                      | Millor pel·lícula europea                      | Nominat   |
| 2021 | Guenter Rohrbach Filmpreis                         | Millor fotografia                              | Benedict Neuenfels                             | Guanyador |
| 2021 | Festival Internacional de Cinema de Miskolc        | Premi del Jurat CICAE                          | Maria Schrader                                 | Guanyador |
| 2021 | Festival Internacional de Cinema de Miskolc        | Millor pel·lícula                              | Maria Schrader                                 | Nominat   |
| 2021 | Associació de Crítiques de Cinema Femenines Online | Premi Rosie                                    | Premi Rosie                                    | Nominat   |
| 2022 | Festival Internacional de Cinema de Palm Springs   | Millor pel·lícula en llengua estrangera        | Millor pel·lícula en llengua estrangera        | Nominat   |
| 2022 | San Diego Film Critics Society Awards              | Millor pel·lícula en llengua estrangera        | Millor pel·lícula en llengua estrangera        | Runner-up |
| 2021 | Setmana Internacional de Cinema de Valladolid      | Espiga d’Or                                    | Maria Schrader                                 | Nominat   |
| 2021 | Women Film Critics Circle                          | Millor pel·lícula estrangera per o sobre dones | Millor pel·lícula estrangera per o sobre dones | Nominat   |